# Litteraturåret 1853

## Priser och utmärkelser
- Svenska Akademiens stora pris – Hans Magnus Melin[1]

## Nya böcker

### A – G
- Bartleby, the Scrivener av Herman Melville
- Bleak House av Charles Dickens
- The Countess de Charny av Alexandre Dumas d.ä.
- Cranford av Elizabeth Gaskell
- Die Journalisten, pjäs av Gustav Freytag
- Essai sur les fables de La Fontaine av Hippolyte Taine
- Fiskmåsen, dikter av Elias Sehlstedt
- Gold, pjäs av Charles Reade
- Gud och guld av Carl Georg Starbäck

### H – N
- Herr Simon Sellners rikedomar av Onkel Adam
- History of Rome av Theodor Mommsen
- Hypatia av Charles Kingsley
- Les Châtiments av Victor Hugo

### O – U
- Ruth av Elizabeth Gaskell
- The Scholar-Gipsy, dikter av Matthew Arnold

### V – Ö
- Villette av Charlotte Brontë

## Födda
- 8 januari – Amalia Fahlstedt (död 1923), svensk författare och översättare.
- 23 april – Thomas Nelson Page (död 1922), amerikansk författare.
- 13 juli – Albert Ulrik Bååth (död 1912), svensk poet.
- 12 november – Oskar Panizza (död 1921), tysk  författare.

## Avlidna
- 28 april – Ludwig Tieck, 79, tysk poet.
- 3 maj – Juan Donoso Cortés, 43, spansk författare.

### Fotnoter
1. ↑  Almanack för alla 1911